# 什魯斯伯里鎮區 (新澤西州)
什魯斯伯里鎮區（英語：Shrewsbury Township）是位於美國新澤西州蒙茅斯縣的一個鎮區。

## 地方資料
什魯斯伯里鎮區的面積為0.26平方千米，皆為陸地。根據2020年美國人口普查的數據，當地共有人口1076人，而人口密度為每平方千米4,138.46人。